# 鶏貧血ウイルス
鶏貧血ウイルス（にわとりひんけつウイルス、Chicken anaemia virus;CAV）とは家禽に影響を与えるウイルスの1種。環状一本鎖DNAをゲノムに持ち、エンベロープを保有しない。鶏貧血ウイルスは感受性動物に貧血、骨髄萎縮、深刻な免疫抑制を引き起こす。移行抗体を持つ雛では抵抗性を示し、移行抗体を持たない若い雛が感染すると臨床症状を示すことがある。1か月齢以上の雛では発症しない。ワクチンを使用した飼養形態が普及したため、鶏貧血ウイルス感染症は現在では稀であるが、鶏貧血ウイルスの不顕性感染は蔓延している。